# Sebastian Fitzeks Der Heimweg
Sebastian Fitzeks Der Heimweg ist ein deutscher Thriller aus dem Jahr 2025. Der Film basiert auf dem gleichnamigen Roman des Schriftstellers Sebastian Fitzek. Er wurde am 16. Januar 2025 auf Prime Video veröffentlicht.

## Handlung
Jules Tanneberg arbeitet ehrenamtlich beim Begleittelefon, einem Service für Frauen, die abends oder nachts allein auf dem Heimweg sind und mit jemandem sprechen wollen. Am Abend des 6. Dezember telefoniert er mit Klara Vernet. Sie atmet schwer, möchte aber zunächst nicht sagen warum. Jules erkennt jedoch mit seiner Erfahrung als ehemaliger Notruf-Mitarbeiter, dass sie in Schwierigkeiten ist. Sie erklärt, dass sie vom Kalenderkiller verfolgt wird. Dieser Serienmörder kündigt seinen Opfern mit blutiger Schrift an, wann sie sterben werden. Als Klara in einem Keller erwachte, sah sie die Botschaft: „6.12. Er oder Du †“. Sie soll also getötet werden oder ihren Ehemann Martin töten.
Am Abend ihres Hochzeitstags war Klara zuvor mit ihrem als Staatssekretär arbeitenden Mann in einem teuren Restaurant. Sie war selbst Anwältin, kümmert sich aber nun um ihre sechsjährige Tochter Amelie und hat psychische Störungen. Nach dem Essen brachte Martin sie in einen BDSM-Club zu einem Violent Play, bei dem sie brutal missbraucht wurde. Um nun ihrem weiteren Schicksal zu entgehen, versucht sie nach einer letzten Botschaft an Babysitter Vigo für ihre Tochter einen Suizid mit Kohlenstoffmonoxidvergiftung im Auto. Jules erkennt das am Telefon, aber sie bricht das Gespräch ab. Jules erhält einen Anruf von seinem Vater, der als Ermittler arbeitet. Dieser bietet seine Hilfe an.
Durch die aufkommende Übelkeit bricht Klara den Suizidversuch ab und telefoniert wieder mit Jules. Die beiden reden über häusliche Gewalt und dann offenbart Klara ihm, dass sie wegen einer dissoziativen Störung in der Klinik Bergerhof behandelt wurde. Jules kennt die Klinik, weil dort auch seine Frau war. Sie beging Selbstmord in der Badewanne, als das Haus wegen der Unachtsamkeit des Sohnes in Flammen geriet. Jules erfuhr durch einen Notruf davon.
Im Ferienhaus, in das sie gegangen ist, sagt Klara, dass sie ihren Mann als Mörder im Verdacht hat. Dann sieht sie jemanden auf das Haus zukommen und unterbricht erneut das Gespräch. Sie schafft es, in den Wald zu fliehen, bevor sich herausstellt, dass der Mann Jules’ Vater ist. Klara bricht im Wald zusammen. Ein Mann im Nikolauskostüm, der sich als Hendrik vorstellt, nimmt sie im Auto mit. Während der Fahrt telefoniert Klara wieder mit Jules und singt ein Schlaflied für seine kranke Tochter Fabienne. Als Hendrik in die Stadt fährt und Klara ihn um eine Zigarette bittet, sieht sie einen Taser im Auto. Sie gerät in Panik, doch in dem Moment taucht Martin auf und schlägt Hendrik nieder. Martin fährt mit Klara nach Hause und macht ihr wieder aggressive Vorwürfe. Währenddessen reagiert Jules, der zuvor schon Glasscherben hinter die Haustür gestreut hat, weiterhin nervös. Er wird von einem jungen Mann angegriffen, der daraufhin vom Sims zu stürzen droht.
In der Garage überwältigt Klara Martin jedoch mit dem Taser, den sie mitgenommen hat, und sperrt ihn im Auto ein. Sie betritt dann ihr Haus, von dem aus Jules die ganze Zeit telefoniert hat, und sieht ihn an Amelies Bett sitzen. Er stellt sich als der Kalenderkiller heraus und erklärt Klara, dass er ihr Haus mit Kameras überwacht habe. Wenige Minuten vor Mitternacht kommt Martin ins Haus und wird von Jules gefesselt. Jules drängt Klara, ihren Mann zu töten. Doch statt in Martins Hals sticht sie das Messer in Jules’ Fuß. Jules’ Vater ist Klara bis zum Haus gefolgt und findet draußen Vigos Leiche. Er kommt gerade rechtzeitig hinein, als Jules Klara töten will, und erschießt seinen Sohn. Er sagt, er habe dessen Handschrift in den Nachrichten erkannt.
Einige Tage später will Martin bei einem Empfang im Rathaus mutige Menschen auszeichnen. Doch in dem Moment erscheint auf den Handys der Gäste eine Sprachnachricht, die Klara heimlich aufgenommen hat, um ihren Mann zu überführen. Martin wird von der Polizei festgenommen. Klara genießt nun das Leben mit Amelie.

## Rezeption
Die Kritiken sind mittelmäßig bis negativ. Patrick Heidmann lobt in der Berliner Zeitung die Spannung und die Leistungen der Hauptdarsteller, kritisiert aber die fehlende Logik und ein weiteres Problem: „Denn der Einfall, das so wichtige und ernste Thema der häuslichen Gewalt mit einem Serienkiller-Thriller zu kombinieren, geht nicht auf und bleibt ein überfrachtetes Konstrukt.“ Oliver Armknecht schreibt bei film-rezensionen.de: „Die Besetzung ist namhaft, da sind immer wieder stimmungsvolle Aufnahmen. Das reicht aber nicht aus, um die lausige Figurenzeichnung und vor allem die völlig unsinnige Geschichte auszugleichen, die weder im Hinblick auf die Handlung noch das Psychologische funktioniert.“ Lutz Granert kommt bei filmstarts.de zu folgendem Fazit: „Sehr düster, ziemlich spannend, oft betont krass – und bei näherer Betrachtung auch ganz schön flach. ‚Sebastian Fitzeks Der Heimweg‘ vereint eben alle Stärken und Schwächen der literarischen Vorlage in sich.“
Die Redaktion des Lexikon des internationalen Films vergab zwei von fünf Sternen und beurteilte den Film als  „düstere[n] Psychothriller […], der mit einer wendungsreichen Story effektvoll Spannung erzeugt.“ Bemängelt wurde, dass „die Inszenierung teils reißerisch, die Story zuweilen konstruiert und kaum glaubwürdig“ wirke.

## Unterschiede zum Roman
Im Vergleich zum Roman wurde das Ende deutlich verändert. Dabei erhält vor allem Jules’ Vater eine ganz andere Rolle und Caesar kommt gar nicht vor. Außerdem fehlt die Hintergrundgeschichte aus der psychiatrischen Klinik größtenteils und weitere Szenen wie das Geschehen im Parkhaus wurden gestrichen. Auch einige zeitliche Einordnungen sind unterschiedlich.
Hinzu kommen einige kleinere Unterschiede:
- Das angekündigte Todesdatum ist im Buch der 30. November, im Film der 6. Dezember.
- Klara und Martin haben andere Berufe. Im Buch ist er Arzt und sie MTA, im Film arbeiten sie als Staatssekretär und Anwältin.
- Die Tochter Fabienne wird im Buch später in die Handlung eingeführt.